# Muséum national d'histoire naturelle

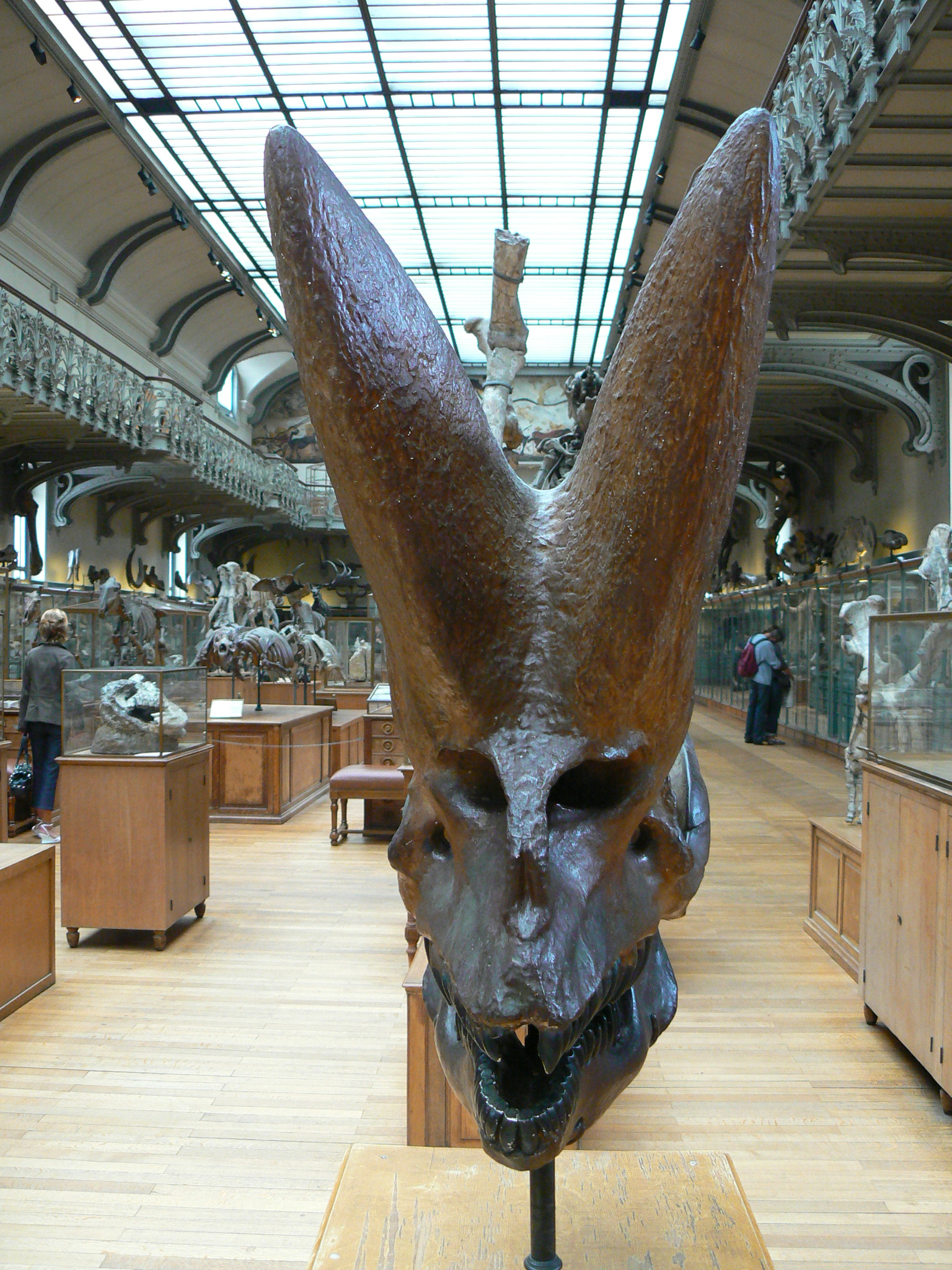
Fossil av Arsinoitherium zitteli.

Muséum national d'histoire naturelle (MNHN) är Frankrikes naturhistoriska riksmuseum. Det är ett grand établissement som tillhör Paris universitet (Sorbonne). Huvudmuseet är beläget i Paris, i Jardin des Plantes på vänstra stranden av Seine. Det grundades den 10 juni 1793 under franska revolutionen, men ursprunget går tillbaka till anläggandet av Jardin des Plantes 1635. Museet består idag av 12 delar utspridda över Frankrike, med tre i Paris. Museets målsättning är att informera allmänheten, upprätta samlingar och bedriva forskning.

## Historia
Museet grundades formellt den 10 juni 1793, under den franska revolutionen, men dess ursprung ligger egentligen i Jardin royal des plantes médicinales (Kungliga trädgården för medicinalväxter) som skapades under Ludvig den XII 1635 av kungens läkare Guy de La Brosse. Till trädgården var tre "institutioner" knutna (anatomi, botanik och kemi, vardera med en professor och en "demonstrator"). I en deklaration av Ludvig den XV den 31 mars 1718, vid den dåvarande överintendenten Guy-Crescent Fagons död, frigjordes tjänsten som överintendent från kungens livläkare. Trädgården inriktades härvid alltmer mot naturhistoria (1829 gjordes det tidigare "apoteket" om till Cabinet d'Histoire Naturelles) och blev känd som Jardin de Roi (Kungens trädgård).
Under en stor del av 1700-talet (1739-1788) leddes trädgården av Georges-Louis Leclerc de Buffon, en av upplysningstidens ledande naturhistoriker, som gav trädgården internationell berömmelse och prestige samtidigt som dess areal fördubblades. Den kungliga institutionen överlevde anmärkningsvärt nog revolutionen genom att omorganiseras under ledning av Joseph Lakanal, bland annat genom inlemmande av samlingar som tillhört Louis Joseph av Bourbon, till den republikanska Muséum national d'Histoire naturelle, med tolv jämbördiga professorer. Några av dess tidiga professorer innefattade den framstående jämförande zoologen Georges Cuvier och de båda pionjärerna inom evolutionsforskningen Jean-Baptiste de Lamarck och Étienne Geoffroy Saint-Hilaire.
När Paris 1814 besattes av ryska och preussiska trupper, började dessa förstöra den botaniska trädgården. Genom ingripande från Alexander von Humboldt, räddades dock samlingarna.
Museet fortsatte att blomstra under 1800-talet och blev, speciellt under kemisten Michel Eugène Chevreuls ledning, en konkurrent till Paris universitet inom naturvetenskaplig forskning och en professur i fysik inrättades 1838. Exempelvis upptäckte Henri Becquerel under sin tid som professor i fysik radioaktiviteten hos uran (fyra generationer Becquerel höll denna professorsstol, från 1838 till 1948). Denna fas i museets verksamhet upphörde med Alphonse Milne-Edwards tillträde och ett dekret utfärdat 1891 vilka förde tillbaka tyngdpunkten hos forskningen till traditionella taxonomiska studier.